# São João da Barra
São João da Barra este un oraș în unitatea federativă Rio de Janeiro (RJ), Brazilia.